# 中国朝贡国列表
本条目列出中国史书所载曾向中原王朝朝贡的政权。一些非汉字文化圈的国家是否为朝贡国，中国史书记载与当地文献有出入。

## 今中国境内
- 内蒙古
  - 南匈奴（48年－304年）
- 中国东北：
  - 卫氏朝鲜（后被西汉吞并）
  - 烏桓（后被曹魏吞并）
  - 鲜卑
  - 肃慎
  - 扶餘國
  - 高句麗（后被唐朝吞并）
  - 渤海国[1]（后被辽朝吞并）
- 新疆
  - 樓蘭
  - 大宛
  - 高昌（后被唐朝吞并）
  - 月氏
  - 闐（和田）
  - 龟兹
  - 疏勒
  - 焉耆
  - 回纥
  - 尉犁
  - 準噶爾（后被清朝吞并）
- 青藏高原
  - 吐蕃（641年－670年）[2]
  - 吐谷浑
  - 羌

- 云贵高原
  - 滇國（后被西汉吞并）
  - 夜郎国（后被西汉吞并）
  - 南诏国
  - 大理国（后被元朝吞并）

- 中國東南
  - 南越国（后被西汉吞并）
  - 闽越国（后被西汉吞并）
  - 东瓯国 （后被西汉吞并）

## 今中国境外
- 蒙古历史
  - 匈奴（前33年－11年）
  - 鮮卑
  - 突厥
  - 薛延陀
  - 回紇

- 俄羅斯
  - 黠戛斯
  - 骨利干
  - 流鬼國
  - 黑水靺鞨
  - 野人女真
  - 骨嵬

- 日本历史
  - 倭国[3]
  - 南朝（懷良親王）
  - 室町幕府（足利義滿）
  - 琉球群岛历史
    - 北山王国
    - 中山王国
    - 南山王国
    - 琉球國（第一尚氏王朝、第二尚氏王朝）

- 越南歷史[3]
  - 甌雒國（甌貉）
  - 萬春國（野能）
  - 大越、大瞿越、大虞（吳朝、丁朝、前黎朝、李朝、陳朝、胡朝、後黎朝、莫朝）
  - 大南（阮朝）
  - 林邑 （唐代以前）、占城（宋代以后）

- 朝鲜历史
  - 百济[4]（后被唐朝吞并）
  - 新羅[1][5]
  - 后高句丽[6]
  - 后百济[7]
  - 高丽[8]
  - 朝鲜王朝[3]

- 文莱历史
  - 渤泥国（明代鄭和下西洋時）[9]

- 柬埔寨历史
  - 扶南[10]
  - 真臘[11]

- 马来西亚历史與印度尼西亚历史
  - 狼牙脩
  - 末罗瑜（末罗游）
  - 赤土
  - 盤盤
  - 古吉打
  - 三佛齐（室利佛逝）
  - 满剌加（拜里米苏拉）[12]
  - 啞魯
  - 滿者伯夷
  - 蘭芳共和國

- 菲律賓歷史[13]
  - 呂宋
  - 苏禄苏丹国
  - 古麻剌朗

- 泰國歷史
  - 素可泰王國[3]
  - 蘭納
  - 阿瑜陀耶王國

- 老挝歷史
  - 澜沧王国（南掌）
  - 琅勃拉邦王国（南掌）

- 緬甸歷史
  - 蒲甘王朝
  - 阿瓦王朝
  - 勃固王朝
  - 東籲王朝
  - 貢榜王朝

- 不丹歷史

- 尼泊爾歷史
  - 廓尔喀[14]

- 哈薩克斯坦歷史
  - 烏孫
  - 葛邏祿
  - 大玉茲
  - 哈薩克汗國

- 吉爾吉斯斯坦歷史
  - 西突厥
  - 突騎施

- 烏茲別克斯坦歷史
  - 大宛（漢代）、寧遠國（唐代）
  - 康居（漢代）、昭武九姓（唐代）
  - 浩罕（1774-1798年間）

- 土库曼歷史
  - 喀喇库木

- 阿富汗历史與塔吉克历史
  - 貴霜王國
  - 吐火羅（唐代）
  - 帖木爾帝國
  - 巴达克山（巴达赫尚）

- 印度歷史
  - 戒日王朝
  - 注輦國
  - 毗奢耶那伽羅王朝
  - 哲孟雄（见錫金歷史）
  - 拉达克

- 伊朗歷史
  - 薩珊王朝（卑路斯）
  - 伊兒汗國（元代）
  - 帖必力思

- 巴基斯坦历史
  - 勃律（唐代）、博羅爾（清代）
  - 坎巨提（今吉尔吉特）

- 斯里蘭卡歷史
  - 僧伽羅（獅子國）

- 沙烏地阿拉伯歷史
  - 白衣大食
  - 黑衣大食

- 索馬利亞歷史
  - 木骨都束

- 土耳其歷史
  - 魯迷（明代）

- 希臘歷史
  - 拂菻

- 葡萄牙歷史
  - 佛郎機（明代）[15]

- 荷蘭歷史
  - 和蘭（1663年（？）、1667年、1686年、1795年）

## 其他
- 臺灣歷史：有和清朝進行朝貢的談判，但是最後議和不成。
  - 臺灣明鄭時期

## 外部連結
- 送增方時序 （页面存档备份，存于），收錄於貢品數據管理 （页面存档备份，存于），提供清朝進貢資料，由香港浸會大學圖書館 （页面存档备份，存于）提供